# Tvrdonská lípa U Obrázku
Tvrdonská lípa U Obrázku (běžně označovaná jen jako lípa U Obrázku) je lípa rostoucí v obci Tvrdonice. Stojí nedaleko místní základní školy u silnice ve směru na obec Kostice. V roce 2017 postoupila mezi dvanáct finalistů v soutěži Strom roku 2017, ve které se umístila na druhém místě.

## Základní údaje
- název: Tvrdonská lípa U Obrázku, Lípa U Obrázku
- druh: Lípa malolistá neboli lípa srdčitá
- výška: asi 15 m (2017)
- obvod: 375 cm ve výšce 130 cm nad zemí (2017)
- souřadnice: 48.7536683N, 16.9864331E
- vysazena: 1900

## Stav stromu a údržba
Strom se nachází celkem v dobrém stavu. Níže položené větve byly v minulosti ořezány, aby nezasahovaly do prostoru silnice a nad soukromý pozemek (východním směrem). Do kmene stromu je vrostlá železná obruč, která byla původně spojena s tyčí, na které je dodnes umístěn obrázek Krista v dřevěné skříňce. Na některých větvích koruny parazitovalo jmelí, dokud nebyla lípa kompletně odborně ošetřena v březnu roku 2018.